# Sovmöss
Sovmöss (Gliridae) är en familj bland gnagarna. De flesta av de 28 till 29 arterna lever i Europa, men några även i Afrika och Asien. Typiskt för arterna är deras långa vintersömn som kan vara i 6 till 7 månader. De är allätare och livnär sig av växtdelar, men ej cellulosa, samt av ryggradslösa djur och ägg. Kroppslängden inklusive den ofta yviga svansen varierar mellan 11 och 35 cm.

## Kännetecken
Sovmössen är små till medelstora möss. Kroppslängden ligger mellan 6 och 19 centimeter och därtill kommer en 4 till 16 centimeter lång svans. Svansen är mer eller mindre långhårig. Alla arter har en tjock och mjuk päls. Vikten ligger mellan 15 och 200 gram.  De har välutvecklade ögon och öron. Ögonen är ej dolda i pälsen. De har oftast fyra kindtänder (ibland tre) i varje käkhalva. Tandformeln är I1 C0 P0-1 M3, alltså 16 till 20 tänder. De urskiljer sig från alla andra gnagare genom avsaknad av blindtarm.
Till sitt utseende liknar de något ekorrarna och sitter liksom dessa på bakfötterna när de äter.

## Utbredning och habitat
Arternas utbredningsområde sträcker sig norrut till södra Skandinavien, söderut till Saharas utkant och österut till södra Kina och Japan. Habitatet utgörs av olika slags skogar, buskland och savanner. Några arter är kulturföljare och lever i trädgårdar eller annan odlad mark.

## Levnadssätt
Sovmöss är allätare; då de saknar blindtarm kan de inte äta växtdelar med cellulosa som andra gnagare. Urvalet av födoämnen varierar mellan arterna och beroende på årstiden. Födan utgörs av frukter, nötter, samt andra växtdelar som frön, för några även av insekter, ägg och fågelungar.  De vistas i träd eller i hålor som de själva gräver ut och är i allmänhet i rörelse under dygnets mörkare del; de springer snabbt och klättrar utmärkt. Arternas hörsel är särskilt bra utvecklad och individerna kommunicerar med olika läten.
De för födan till munnen med framfötterna. I tempererat klimat går sovmössen i vinteride. De ligger ofta upp till 6 månader i ide och vid kyligt väder ännu längre. En del vaknar upp då och då och äter av sitt insamlade vinterförråd. Andra lever på det rikliga fett de byggt upp under hösten.
Sovmössen får en till två kullar om året. Efter dräktigheten som varar i 21 till 32 dagar föds upp till fyra ungar. Livslängden går vanligen upp till fem år. Vissa individer av arten sjusovare blir 12 år gamla. Nyfödda sovmöss saknar hår, är hjälplösa och har slutna ögon. Ögonen öppnas ungefär 11 dagar efter födelsen. Vanligen blir de könsmogna vid slutet av den första vinterdvalan. Sovmöss lever i familjegrupper och storleken av gruppens revir skiljer sig mycket mellan arterna. Revirstorleken är även beroende på tillgången till föda.
Sovmössens största naturliga fiender är ugglor. Individerna kan försvara sig genom att bita. De kan återbilda svansen om den blir avbiten.

## Systematik och evolution

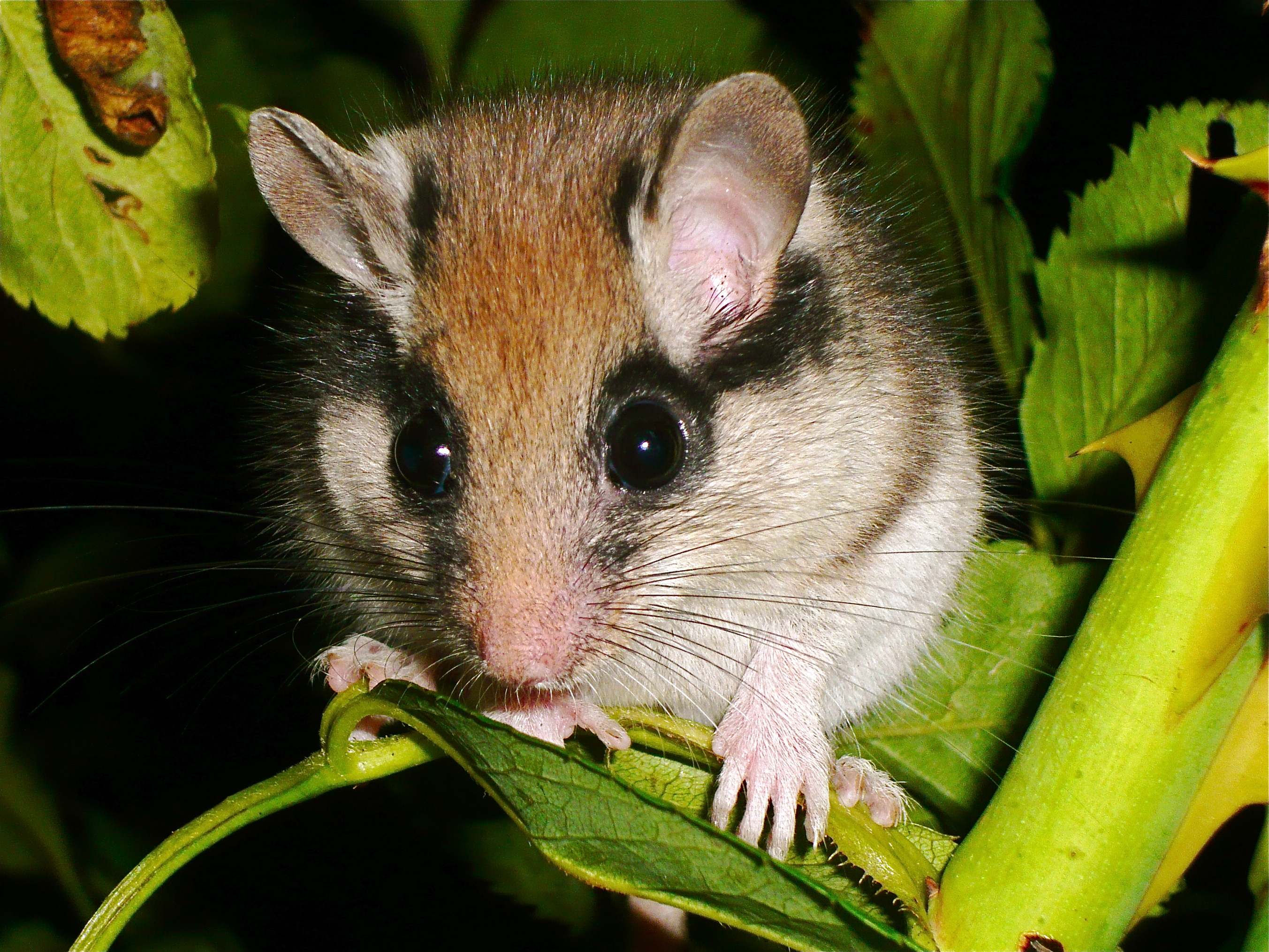
Trädgårdssovare (Eliomys quercinus).

### Systematik
På grund av sitt musliknande utseende räknades familjen tidigare till underordningen råttartade gnagare (Myomorpha). Efter molekylärgenetiska undersökningar blev det klart att sovmöss är närmare släkt med arter i ekorrfamiljen (Sciuridae). Därför listas de idag i underordningen ekorrartade gnagare (Sciruoomorpha).
Wilson & Reeder skiljer mellan tre underfamiljer. Familjen Platacanthomyidae betraktades tidigare som underfamilj till sovmössen men listas idag i underordningen råttartade gnagare.
- Underfamilj Graphiurinae
  - Släkte Graphiurus, 14 arter
- Underfamilj Glirinae
  - Släkte Glirulus, en art
  - Släkte Muscardinus (Hasselmöss), en art
  - Släkte Glis (Sjusovare), en art
- Underfamilj Leithiinae
  - Släkte Dryomys (Trädsovare), 3–4 arter
  - Släkte Chaetocauda, en art
  - Släkte Eliomys, (trädgårdssovare), 3 arter
  - Släkte Hypnomys, utdöd
  - Släkte Myomimus, 3 arter
  - Släkte Selevinia (ökensovare), en art. Behandlas ibland som en självständig familj.

### Evolution
Familjen är en av de äldsta i ordningen gnagare. Den äldsta kända arten är Eogliravus wildi som är känd från fossila tänder från tidig eocen (cirka 50 miljoner år sedan) som hittades i Frankrike. En fullständig fossil av samma art från mellersta eocen hittades i Messels gruva i Tyskland. Under miocen etablerade sig familjen i Afrika och vissa arter nådde även Asien. Ett stort antal utdöda arter av sovmöss är beskrivna. Till exempel fanns under pleistocen särskilt stora sovmöss på Malta och Sicilien som liknade stora råttor.

## Sovmöss och människor

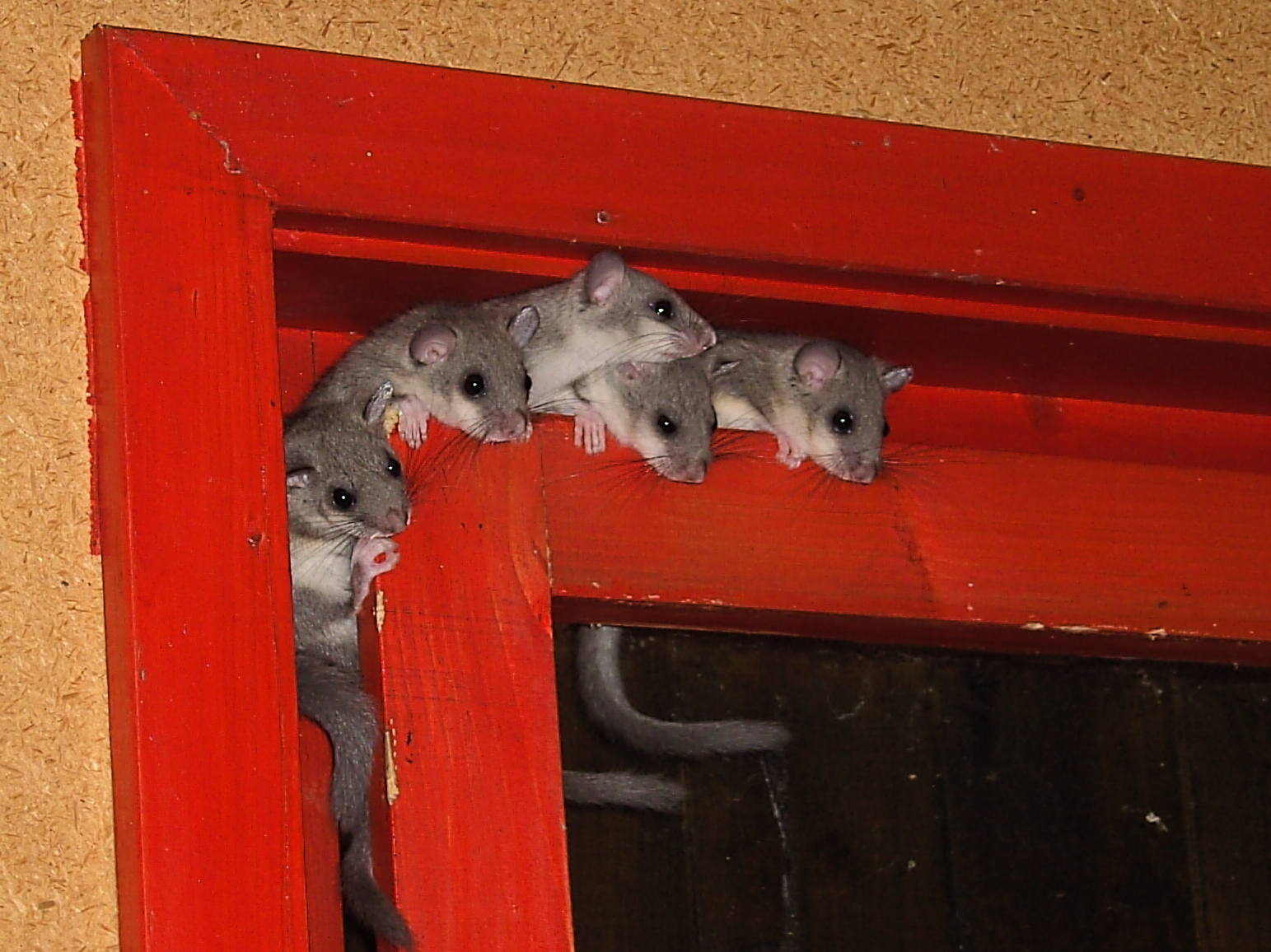
Sjusovare (Glis glis) och andra sovmöss uppsöker ibland människans byggnader.

Sjusovarens kött ansågs under Romartiden vara en delikatess som serverades som förrätt eller efterrätt doppat i honung och vallmofrön. Romarna hade därför en speciell typ av terrarium som kallades gliarium för att föda upp individer. I Slovenien används även idag kött från sovmöss som mat. På franska finns uttrycket dormir comme un loir ("sova som en sjusovare") som motsvarar det svenska "sova som en stock".
IUCN listar två arter som sårbar (vulnerable), trädgårdssovaren som nära hotad (near threatened) och 10 arter med kunskapsbrist (data deficient). Alla andra betraktas som livskraftiga (least concern).